# Rollerski-Weltcup 2015
Der Rollerski-Weltcup 2015 begann am 10. Juli 2015 im kroatischen Oroslavje und endete mit den Rollerski-Weltmeisterschaften 2015 vom 24. bis 27. September 2015 im Val di Fiemme. Die Gesamtwertung der Männer gewann Robin Norum. Bei der Gesamtwertung der Frauen wurde Linn Sömskar Erste.

## Männer

### Resultate
| 1. Weltcup in Oroslavje, 10.- 12. Juli 2015 | 1. Weltcup in Oroslavje, 10.- 12. Juli 2015 | 1. Weltcup in Oroslavje, 10.- 12. Juli 2015 | 1. Weltcup in Oroslavje, 10.- 12. Juli 2015 | 1. Weltcup in Oroslavje, 10.- 12. Juli 2015 |
| ------------------------------------------- | ------------------------------------------- | ------------------------------------------- | ------------------------------------------- | ------------------------------------------- |
| Datum                                       | Disziplin                                   | Erster Platz                                | Zweiter Platz                               | Dritter Platz                               |
| 10. Juli 2015                               | 12,5 km Freistil Massenstart                | Ragnar Bragvin Andresen                     | Emanuele Sbabo                              | Sergio Bonaldi                              |
| 11. Juli 2015                               | Sprint Freistil                             | Emanuele Becchis                            | Dmitriy Voronin                             | Ludvig Sögnen Jensen                        |
| 12. Juli 2015                               | 7 km klassisch Berglauf                     | Oscar Persson                               | Ivan Solodov                                | Robin Norum                                 |

| 2. Weltcup in Madona, 24.- 26. Juli 2015 | 2. Weltcup in Madona, 24.- 26. Juli 2015 | 2. Weltcup in Madona, 24.- 26. Juli 2015 | 2. Weltcup in Madona, 24.- 26. Juli 2015 | 2. Weltcup in Madona, 24.- 26. Juli 2015 |
| ---------------------------------------- | ---------------------------------------- | ---------------------------------------- | ---------------------------------------- | ---------------------------------------- |
| Datum                                    | Disziplin                                | Erster Platz                             | Zweiter Platz                            | Dritter Platz                            |
| 24. Juli 2015                            | Sprint Freistil                          | Emanuele Becchis                         | Ragnar Bragvin Andresen                  | Vitaly Smirnov                           |
| 25. Juli 2015                            | 7,5 km klassisch Prolog                  | Robin Norum                              | Anton Shatagin                           | Oscar Persson                            |
| 26. Juli 2015                            | 15 km Freistil Verfolgung                | Sjarhej Dalidowitsch                     | Yury Astapenka                           | Ivan Solodov                             |

| 3. Weltcup in Bad Peterstal, 21.- 23. August 2015 | 3. Weltcup in Bad Peterstal, 21.- 23. August 2015 | 3. Weltcup in Bad Peterstal, 21.- 23. August 2015 | 3. Weltcup in Bad Peterstal, 21.- 23. August 2015 | 3. Weltcup in Bad Peterstal, 21.- 23. August 2015 |
| ------------------------------------------------- | ------------------------------------------------- | ------------------------------------------------- | ------------------------------------------------- | ------------------------------------------------- |
| Datum                                             | Disziplin                                         | Erster Platz                                      | Zweiter Platz                                     | Dritter Platz                                     |
| 21. August 2015                                   | 6,8 km klassisch Berglauf                         | Wettkampf abgesagt                                | Wettkampf abgesagt                                | Wettkampf abgesagt                                |
| 22. August 2015                                   | Sprint Freistil                                   | Wettkampf abgesagt                                | Wettkampf abgesagt                                | Wettkampf abgesagt                                |
| 23. August 2015                                   | 11,3 km Freistil Verfolgung Berglauf              | Wettkampf abgesagt                                | Wettkampf abgesagt                                | Wettkampf abgesagt                                |

| 4. Weltcup in Trient, 19. und 20. September 2015 | 4. Weltcup in Trient, 19. und 20. September 2015 | 4. Weltcup in Trient, 19. und 20. September 2015 | 4. Weltcup in Trient, 19. und 20. September 2015 | 4. Weltcup in Trient, 19. und 20. September 2015 |
| ------------------------------------------------ | ------------------------------------------------ | ------------------------------------------------ | ------------------------------------------------ | ------------------------------------------------ |
| Datum                                            | Disziplin                                        | Erster Platz                                     | Zweiter Platz                                    | Dritter Platz                                    |
| 19. September 2015                               | Sprint Freistil                                  | Emanuele Becchis                                 | Alessio Berlanda                                 | Emanuele Sbabo                                   |
| 20. September 2015                               | 9 km klassisch Berglauf                          | Paul Constantin Pepene                           | Anton Shatagin                                   | Sergio Bonaldi                                   |

| 5. Weltcup und 8. Rollerski-Weltmeisterschaften in Val di Fiemme, 24. bis 27. September 2015 | 5. Weltcup und 8. Rollerski-Weltmeisterschaften in Val di Fiemme, 24. bis 27. September 2015 | 5. Weltcup und 8. Rollerski-Weltmeisterschaften in Val di Fiemme, 24. bis 27. September 2015 | 5. Weltcup und 8. Rollerski-Weltmeisterschaften in Val di Fiemme, 24. bis 27. September 2015 | 5. Weltcup und 8. Rollerski-Weltmeisterschaften in Val di Fiemme, 24. bis 27. September 2015 |
| -------------------------------------------------------------------------------------------- | -------------------------------------------------------------------------------------------- | -------------------------------------------------------------------------------------------- | -------------------------------------------------------------------------------------------- | -------------------------------------------------------------------------------------------- |
| Datum                                                                                        | Disziplin                                                                                    | Erster Platz                                                                                 | Zweiter Platz                                                                                | Dritter Platz                                                                                |
| 24. September 2015                                                                           | 10 km Berglauf klassisch                                                                     | Maicol Rastelli                                                                              | Jewgeni Dementjew                                                                            | Oscar Persson                                                                                |
| 25. September 2015                                                                           | Sprint Freistil                                                                              | Emanuele Becchis                                                                             | Alessio Berlanda                                                                             | Dmitriy Voronin                                                                              |
| 26. September 2015                                                                           | Teamsprint Freistil                                                                          | NorwegenMarius Caspersen Falla Ragnar Bragvin Andresen                                       | ItalienDietmar Nöckler Federico Pellegrino                                                   | SchwedenRobin Norum Anton Karlsson                                                           |
| 27. September 2015                                                                           | 25 km Freistil Massenstart                                                                   | Jewgeni Dementjew                                                                            | Robin Norum                                                                                  | Federico Pellegrino                                                                          |

### Junioren Resultate
| Datum                                      | Austragungsort | Disziplin                  | Sieger                                   | Zweiter                                     | Dritter                              |
| ------------------------------------------ | -------------- | -------------------------- | ---------------------------------------- | ------------------------------------------- | ------------------------------------ |
| 10. Juli 2015                              | Oroslavje      | 10 km Freistil Massenstart | Francesco Becchis                        | Jacopo Giardini                             | Alessandro Carlet                    |
| 11. Juli 2015                              | Oroslavje      | Sprint Freistil            | Francesco Becchis                        | Nico Rieckhoff                              | Marco Mosele                         |
| 12. Juli 2015                              | Oroslavje      | 7 km klassisch Berglauf    | Marcus Fredriksson                       | Alberto Dalla Via                           | Alfred Buskqvist                     |
| 24. Juli 2015                              | Madona         | Sprint Freistil            | Raimo Vīgants                            | Alfred Buskqvist                            | Marcus Fredriksson                   |
| 25. Juli 2015                              | Madona         | 7,5 km klassisch Prolog    | Marcus Fredriksson                       | Johannes Eklöf                              | Alfred Buskqvist                     |
| 26. Juli 2015                              | Madona         | 15 km Freistil Verfolgung  | Marcus Fredriksson                       | Indulis Bikše                               | Alfred Buskqvist                     |
| 19. September 2015                         | Trient         | Sprint Freistil            | Denis Kozlov                             | Francesco Becchis                           | Vadim Andreev                        |
| 20. September 2015                         | Trient         | 5 km klassisch Berglauf    | Vadim Andreev                            | Paolo Ventura                               | Andrey Nischakov                     |
| Rollerski-Juniorenweltmeisterschaften 2015 |                |                            |                                          |                                             |                                      |
| 24. September 2015                         | Val di Fiemme  | 10 km klassisch Berglauf   | Stefan Zelger                            | Marcus Fredriksson                          | Alfred Buskqvist                     |
| 25. September 2015                         | Val di Fiemme  | Sprint Freistil            | Ilia Bezgin                              | Sigurd Braathen Reigstad                    | Simen Nordhagen                      |
| 26. September 2015                         | Val di Fiemme  | Teamsprint Freistil        | ItalienJacopo Giardini Francesco Becchis | SchwedenMarcus Fredriksson Alfred Buskqvist | RusslandAndrey Nischakov Ilia Bezgin |
| 27. September 2015                         | Val di Fiemme  | 19 km Freistil Massenstart | Andrey Nischakov                         | Andrey Ustyukhov                            | Evgeniy Kudryavtsev                  |

### Gesamtwertung Männer
| Rang | Name                    | Punkte |
| ---- | ----------------------- | ------ |
| 001. | Robin Norum             | 646    |
| 02.  | Emanuele Becchis        | 597    |
| 03.  | Ragnar Bragvin Andresen | 437    |
| 04.  | Oscar Persson           | 423    |
| 05.  | Jewgeni Dementjew       | 392    |
| 06.  | Sergio Bonaldi          | 372    |
| 07.  | Alessio Berlanda        | 345    |
| 08.  | Emanuele Sbabo          | 319    |
| 09.  | Anton Shatagin          | 313    |
| 10.  | Iwan Solodow            | 309    |
| 11.  | Simone Paredi           | 252    |
| 12.  | Dimitrij Woronin        | 250    |
| 13.  | Richard Tiraboschi      | 215    |
| 14.  | Paul Constantin Pepene  | 200    |
| 15.  | Maicol Rastelli         | 200    |
| 16.  | Ludvig Sögnen Jensen    | 185    |
| 17.  | Ruslan Perechoda        | 180    |
| 18.  | Markus Bader            | 176    |
| 19.  | Witali Smirnow          | 176    |
| 20.  | Sergej Korsakow         | 160    |
| 21.  | Anton Karlsson          | 148    |
| 22.  | Eugenio Bianchi         | 144    |
| 23.  | Oleksij Krassowskyj     | 141    |
| 24.  | Jostein Olafsen         | 140    |
| 25.  | Sjarhej Dalidowitsch    | 129    |

| Rang | Name                   | Punkte |
| ---- | ---------------------- | ------ |
| 26.  | Jury Astapenka         | 125    |
| 27.  | Federico Pellegrino    | 120    |
| 28.  | Dmitri Ploskonossow    | 116    |
| 29.  | Clément Mailler        | 104    |
| 30.  | Roberto Ferracin       | 103    |
| 31.  | Peter Mlynar           | 102    |
| 32.  | Andrey Melikhov        | 100    |
| 33.  | Oleksandr Mukshyn      | 92     |
| 34.  | Anton Soatagin         | 90     |
| 35.  | Petrică Hogiu          | 86     |
| 36.  | Luca Orlandi           | 86     |
| 37.  | Roland Clara           | 80     |
| 38.  | Niki Hrovatin          | 72     |
| 39.  | Miroslav Šulek         | 68     |
| 40.  | Kristian Ankersen      | 66     |
| 41.  | Antonin Pellegrini     | 66     |
| 42.  | Francesco De Fabiani   | 64     |
| 43.  | Andrej Segeč           | 62     |
| 44.  | Artur Herhardt         | 58     |
| 45.  | Michail Sjamjonau      | 58     |
| 46.  | Andriy Marchenko       | 56     |
| 47.  | Aljaksandr Woranau     | 54     |
| 48.  | Marius Caspersen Falla | 50     |
| 49.  | Emil Akhmatshin        | 48     |
| 50.  | Dmitry Mysev           | 48     |

| Rang | Name                     | Punkte |
| ---- | ------------------------ | ------ |
| 51.  | Diego Ruiz               | 48     |
| 52.  | Modestas Vaiciulis       | 48     |
| 53.  | Leonid Golubkov          | 45     |
| 54.  | Dietmar Nöckler          | 45     |
| 55.  | Maxim Giniyatow          | 44     |
| 56.  | Mattia Pellegrin         | 40     |
| 57.  | Alfio di Gregorio        | 36     |
| 58.  | Iwan Anissimow           | 36     |
| 59.  | Batmönchiin Atschbadrach | 34     |
| 60.  | Arturs Brants            | 32     |
| 61.  | Arvis Liepins            | 32     |
| 62.  | Oleh Joltuchowskyj       | 32     |
| 63.  | Amarsanaa Baasansuren    | 30     |
| 64.  | Lukas Jakeliunas         | 25     |
| 65.  | Kostyantyn Yaremenko     | 25     |
| 66.  | Ingmars Briedis          | 20     |
| 67.  | Max Olex                 | 20     |
| 68.  | Maxim Menshikov          | 15     |
| 69.  | Hermann Schindler        | 8      |
| 70.  | Apostolos Angelis        | 8      |
| 71.  | Viaceslav Rumiancev      | 7      |
| 72.  | Ivo Caune                | 6      |
| 73.  | Michael Henning          | 6      |
| 74.  | Janis Puida              | 6      |
| 75.  | Kleanthis Karamichas     | 2      |

### Gesamtwertung Männer Junioren
| Endstand (Top 10) |                    |        |
| \| Rang \| Name \| Punkte \| \| ---- \| ------------------ \| ------ \| \| 001. \| Marcus Fredriksson \| 812 \| \| 02. \| Alfred Buskqvist \| 668 \| \| 03. \| Francesco Becchis \| 497 \| \| 04. \| Andrey Nischakov \| 400 \| \| 05. \| Alberto Dalla Via \| 343 \| \| 06. \| Marco Mosele \| 335 \| \| 07. \| Indulis Bikše \| 302 \| \| 08. \| Vadim Andreev \| 300 \| \| 09. \| Andrey Ustjukhov \| 288 \| \| 10. \| Alessandro Carlet \| 280 \| |                    |        |
| Rang | Name               | Punkte |
| 001. | Marcus Fredriksson | 812    |
| 02. | Alfred Buskqvist   | 668    |
| 03. | Francesco Becchis  | 497    |
| 04. | Andrey Nischakov   | 400    |
| 05. | Alberto Dalla Via  | 343    |
| 06. | Marco Mosele       | 335    |
| 07. | Indulis Bikše      | 302    |
| 08. | Vadim Andreev      | 300    |
| 09. | Andrey Ustjukhov   | 288    |
| 10. | Alessandro Carlet  | 280    |

## Damen

### Resultate
| 1. Weltcup in Oroslavje, 10.- 12. Juli 2015 | 1. Weltcup in Oroslavje, 10.- 12. Juli 2015 | 1. Weltcup in Oroslavje, 10.- 12. Juli 2015 | 1. Weltcup in Oroslavje, 10.- 12. Juli 2015 | 1. Weltcup in Oroslavje, 10.- 12. Juli 2015 |
| ------------------------------------------- | ------------------------------------------- | ------------------------------------------- | ------------------------------------------- | ------------------------------------------- |
| Datum                                       | Disziplin                                   | Erster Platz                                | Zweiter Platz                               | Dritter Platz                               |
| 10. Juli 2015                               | 10 km Freistil Massenstart                  | Marika Sundin                               | Ksenia Konohova                             | Linn Sömskar                                |
| 11. Juli 2015                               | Sprint Freistil                             | Kira Claudi                                 | Marika Sundin                               | Waljanzina Kaminskaja                       |
| 12. Juli 2015                               | 7 km klassisch Berglauf                     | Linn Sömskar                                | Marika Sundin                               | Tatjana Jambajewa                           |

| 2. Weltcup in Madona, 24.- 26. Juli 2015 | 2. Weltcup in Madona, 24.- 26. Juli 2015 | 2. Weltcup in Madona, 24.- 26. Juli 2015 | 2. Weltcup in Madona, 24.- 26. Juli 2015 | 2. Weltcup in Madona, 24.- 26. Juli 2015 |
| ---------------------------------------- | ---------------------------------------- | ---------------------------------------- | ---------------------------------------- | ---------------------------------------- |
| Datum                                    | Disziplin                                | Erster Platz                             | Zweiter Platz                            | Dritter Platz                            |
| 24. Juli 2015                            | Sprint Freistil                          | Linn Sömskar                             | Kira Claudi                              | Waljanzina Kaminskaja                    |
| 25. Juli 2015                            | 5 km klassisch Prolog                    | Linn Sömskar                             | Julija Tichonowa                         | Waljanzina Kaminskaja                    |
| 26. Juli 2015                            | 10 km Freistil Verfolgung                | Linn Sömskar                             | Olga Michailowa                          | Julija Tichonowa                         |

| 3. Weltcup in Bad Peterstal, 21.- 23. August 2015 | 3. Weltcup in Bad Peterstal, 21.- 23. August 2015 | 3. Weltcup in Bad Peterstal, 21.- 23. August 2015 | 3. Weltcup in Bad Peterstal, 21.- 23. August 2015 | 3. Weltcup in Bad Peterstal, 21.- 23. August 2015 |
| ------------------------------------------------- | ------------------------------------------------- | ------------------------------------------------- | ------------------------------------------------- | ------------------------------------------------- |
| Datum                                             | Disziplin                                         | Erster Platz                                      | Zweiter Platz                                     | Dritter Platz                                     |
| 21. August 2015                                   | 6,8 km klassisch Berglauf                         | Wettkampf abgesagt                                | Wettkampf abgesagt                                | Wettkampf abgesagt                                |
| 22. August 2015                                   | Sprint Freistil                                   | Wettkampf abgesagt                                | Wettkampf abgesagt                                | Wettkampf abgesagt                                |
| 23. August 2015                                   | 11,3 km Freistil Verfolgung Berglauf              | Wettkampf abgesagt                                | Wettkampf abgesagt                                | Wettkampf abgesagt                                |

| 4. Weltcup in Trient, 19. und 20. September 2015 | 4. Weltcup in Trient, 19. und 20. September 2015 | 4. Weltcup in Trient, 19. und 20. September 2015 | 4. Weltcup in Trient, 19. und 20. September 2015 | 4. Weltcup in Trient, 19. und 20. September 2015 |
| ------------------------------------------------ | ------------------------------------------------ | ------------------------------------------------ | ------------------------------------------------ | ------------------------------------------------ |
| Datum                                            | Disziplin                                        | Erster Platz                                     | Zweiter Platz                                    | Dritter Platz                                    |
| 19. September 2015                               | Sprint Freistil                                  | Maria Privezentseva                              | Waljanzina Kaminskaja                            | Elisa Fulcheri                                   |
| 20. September 2015                               | 5 km klassisch Berglauf                          | Svetlana Hvostunkova                             | Giulia Malagoni                                  | Ksenia Konohova                                  |

| 5. Weltcup und 8. Rollerski-Weltmeisterschaften in Val di Fiemme, 24. bis 27. September 2015 | 5. Weltcup und 8. Rollerski-Weltmeisterschaften in Val di Fiemme, 24. bis 27. September 2015 | 5. Weltcup und 8. Rollerski-Weltmeisterschaften in Val di Fiemme, 24. bis 27. September 2015 | 5. Weltcup und 8. Rollerski-Weltmeisterschaften in Val di Fiemme, 24. bis 27. September 2015 | 5. Weltcup und 8. Rollerski-Weltmeisterschaften in Val di Fiemme, 24. bis 27. September 2015 |
| -------------------------------------------------------------------------------------------- | -------------------------------------------------------------------------------------------- | -------------------------------------------------------------------------------------------- | -------------------------------------------------------------------------------------------- | -------------------------------------------------------------------------------------------- |
| Datum                                                                                        | Disziplin                                                                                    | Erster Platz                                                                                 | Zweiter Platz                                                                                | Dritter Platz                                                                                |
| 24. September 2015                                                                           | 10 km Berglauf klassisch                                                                     | Linn Sömskar                                                                                 | Marika Sundin                                                                                | Elin Mohlin                                                                                  |
| 25. September 2015                                                                           | Sprint Freistil                                                                              | Ulyana Gavrilova                                                                             | Linn Sömskar                                                                                 | Kira Claudi                                                                                  |
| 26. September 2015                                                                           | Teamsprint Freistil                                                                          | SchwedenLinn Sömskar Marika Sundin                                                           | ItalienGiulia Stürz Gaia Vuerich                                                             | RusslandSwetlana Nikolajewa Ksenia Konohova                                                  |
| 27. September 2015                                                                           | 19 km Freistil Massenstart                                                                   | Marika Sundin                                                                                | Ilaria Debertolis                                                                            | Virginia De Martin Topranin                                                                  |

### Junioren Resultate
| Datum                                      | Austragungsort | Disziplin                  | Sieger                                  | Zweiter                                | Dritter                              |
| ------------------------------------------ | -------------- | -------------------------- | --------------------------------------- | -------------------------------------- | ------------------------------------ |
| 10. Juli 2015                              | Oroslavje      | 7 km Freistil Massenstart  | Olga Letucheva                          | Lisa Bolzan                            | Anna Bolzan                          |
| 11. Juli 2015                              | Oroslavje      | Sprint Freistil            | Olga Letucheva                          | Lisa Bolzan                            | Anna Bolzan                          |
| 12. Juli 2015                              | Oroslavje      | 7 km klassisch Berglauf    | Tatiana Chvanova                        | Olga Letucheva                         | Elizaveta Burtseva                   |
| 24. Juli 2015                              | Madona         | Sprint Freistil            | Olga Letucheva                          | Lisa Bolzan                            | Sandra Olsson                        |
| 25. Juli 2015                              | Madona         | 5 km klassisch Prolog      | Sandra Olsson                           | Mathilda Björn                         | Elizaveta Burtseva                   |
| 26. Juli 2015                              | Madona         | 10 km Freistil Verfolgung  | Sandra Olsson                           | Lisa Bolzan                            | Tatiana Chvanova                     |
| 19. September 2015                         | Trient         | Sprint Freistil            | Olga Letucheva                          | Lisa Bolzan                            | Elizaveta Burtseva                   |
| 20. September 2015                         | Trient         | 5 km klassisch Berglauf    | Tatiana Chvanova                        | Laura Colombo                          | Maria Kondratenko                    |
| Rollerski-Juniorenweltmeisterschaften 2015 |                |                            |                                         |                                        |                                      |
| 24. September 2015                         | Val di Fiemme  | 10 km klassisch Berglauf   | Sandra Olsson                           | Tatiana Chvanova                       | Monica Tomasini                      |
| 25. September 2015                         | Val di Fiemme  | Sprint Freistil            | Olga Letucheva                          | Lisa Bolzan                            | Mariya Vladimirova                   |
| 26. September 2015                         | Val di Fiemme  | Teamsprint Freistil        | NorwegenMarte Fosen Amalie Honerud Olse | RusslandOlga Plotnikova Olga Letucheva | SchwedenMathilda Björn Sandra Olsson |
| 27. September 2015                         | Val di Fiemme  | 19 km Freistil Massenstart | Maria Kondratenko                       | Ilenia Defrancesco                     | Tatiana Chvanova                     |

### Gesamtwertung Frauen
| Rang | Name                  | Punkte |
| ---- | --------------------- | ------ |
| 001. | Linn Sömskar          | 934    |
| 02.  | Marika Sundin         | 678    |
| 03.  | Waljanzina Kaminskaja | 576    |
| 04.  | Ksenia Konohova       | 439    |
| 05.  | Tatjana Jambajewa     | 370    |
| 06.  | Kira Claudi           | 345    |
| 07.  | Alena Procházková     | 332    |
| 08.  | Maria Privezentseva   | 313    |
| 09.  | Olga Michailowa       | 216    |
| 10.  | Ulyana Gavrilova      | 200    |
| 11.  | Maryia Nedyukhina     | 184    |
| 12.  | Swetlana Nikolajewa   | 180    |
| 13.  | Svetlana Hvostunkova  | 176    |
| 14.  | Margarita Voronina    | 176    |

| Rang | Name                        | Punkte |
| ---- | --------------------------- | ------ |
| 15.  | Lada Nesterenko             | 173    |
| 16.  | Elin Mohlin                 | 172    |
| 17.  | Ilaria Debertolis           | 160    |
| 18.  | Nina Broznic                | 150    |
| 19.  | Julija Tichonowa            | 140    |
| 20.  | Maryna Anzybor              | 130    |
| 21.  | Timea Sara                  | 129    |
| 22.  | Kateryna Serdjuk            | 128    |
| 23.  | Elisa Fulcheri              | 126    |
| 24.  | Virginia De Martin Topranin | 120    |
| 25.  | Ilaria Paltrinieri          | 118    |
| 26.  | Gabrijela Frlan             | 111    |
| 27.  | Giulia Malagoni             | 110    |
| 28.  | Karolina Bicova             | 108    |

| Rang | Name                    | Punkte |
| ---- | ----------------------- | ------ |
| 29.  | Elena Lukianova         | 108    |
| 30.  | Lucia Scardoni          | 100    |
| 31.  | Erika Bettineschi       | 81     |
| 32.  | Polina Soskova          | 81     |
| 33.  | Barbora Klementová      | 80     |
| 34.  | Anikken Gjerde Alnæs    | 78     |
| 35.  | Ina Lukonina            | 76     |
| 36.  | Varvara Prokhorova      | 74     |
| 37.  | Inga Paskovska          | 66     |
| 38.  | Anda Muižniece          | 46     |
| 39.  | Vedrana Malec           | 32     |
| 40.  | Ariunsanaagiin Enchtuul | 28     |

### Gesamtwertung Frauen Junioren
| Endstand (Top 10) |                      |        |
| \| Rang \| Name \| Punkte \| \| ---- \| -------------------- \| ------ \| \| 001. \| Olga Letucheva \| 841 \| \| 02. \| Lisa Bolzan \| 825 \| \| 03. \| Tatiana Chvanova \| 820 \| \| 04. \| Elizaveta Burtseva \| 618 \| \| 05. \| Sandra Olsson \| 604 \| \| 06. \| Maria Kondratenko \| 382 \| \| 07. \| Mathilda Björn \| 334 \| \| 08. \| Amalie Honerud Olsen \| 290 \| \| 09. \| Anna Rockstroh \| 236 \| \| 10. \| Chiara Gelmi \| 228 \| |                      |        |
| Rang | Name                 | Punkte |
| 001. | Olga Letucheva       | 841    |
| 02. | Lisa Bolzan          | 825    |
| 03. | Tatiana Chvanova     | 820    |
| 04. | Elizaveta Burtseva   | 618    |
| 05. | Sandra Olsson        | 604    |
| 06. | Maria Kondratenko    | 382    |
| 07. | Mathilda Björn       | 334    |
| 08. | Amalie Honerud Olsen | 290    |
| 09. | Anna Rockstroh       | 236    |
| 10. | Chiara Gelmi         | 228    |

## Nationenwertung
Die Nationen-Cup-Wertung setzt sich zusammen aus den Wertungen Männer, Damen, Männer Junioren und Damen Junioren.
| Endstand |             |        |
| \| Rang \| Name \| Punkte \| \| ---- \| ----------- \| ------ \| \| 01. \| Russland \| 8442 \| \| 02. \| Italien \| 7306 \| \| 03. \| Schweden \| 6357 \| \| 04. \| Norwegen \| 2176 \| \| 05. \| Belarus \| 1410 \| \| 06. \| Lettland \| 1210 \| \| 07. \| Deutschland \| 1195 \| \| 08. \| Ukraine \| 1162 \| \| 09. \| Rumänien \| 1020 \| \| 10. \| Slowakei \| 916 \| |             |        |
| Rang | Name        | Punkte |
| 01. | Russland    | 8442   |
| 02. | Italien     | 7306   |
| 03. | Schweden    | 6357   |
| 04. | Norwegen    | 2176   |
| 05. | Belarus     | 1410   |
| 06. | Lettland    | 1210   |
| 07. | Deutschland | 1195   |
| 08. | Ukraine     | 1162   |
| 09. | Rumänien    | 1020   |
| 10. | Slowakei    | 916    |